# Pays de Saint-Malo (pays historique)
Ne doit pas être confondu avec le pays d'aménagement du territoire.
Le Pays de Saint-Malo (en gallo : Paeï de Saent-Malò ; en breton : Bro Sant-Maloù) est l'un des neuf Pays historique de Bretagne dont Saint-Malo est la capitale. Ce nom correspond aussi à une structure de regroupement de collectivités locales françaises.

## Description
Le Pays historique couvrait une superficie de 3 931 km2, se situant à cheval entre les actuels départements français d'Ille-et-Vilaine, des Côtes-d'Armor et du Morbihan.
Il comprend quatre pays historiques distincts : le Clos Poulet, le Clos Ratel, le Poudouvre et le Porhoët.